# Павел Дишев
Павел Дишев е български учен-археолог. В продължение на близо 30 години (1966-1994) е директор на Историческия музей в Ботевград.

## Биография
Роден е в село Врачеш, Орханийско. На 30 януари 1966 г. е назначен за директор на Ботевградския музей и получава поръчение от тогавашния кмет Иван Николчовски да започне археологическо проучване и консервация на крепостта Боженишки Урвич. Оттогава до 1971 година Дишев води преписка с Комитета за изкуство и култура и получава открит лист за разкопки.
На 7 август 1972 г. започват първите разкопки от експедицията, наречена „Севаст Огнян“. Тя е осъществена с помощта и дейното участие на н.с. Васил Димитров, Митрофан Велев (гл. редактор на вестник „Ботевградски пламък“) и архитектите Йордан Йорданов и Борислав Абаджиев
Според полевия дневник на Дишев екипът започва проучване на щерната – водохранилището на крепостта. Първите открити предмети са керамика с врязан гребенчат орнамент и ранновизантийски монети от Юстин (518-527) и Юстиниан I (527-565), които сочат вероятния период на строеж на крепостта. 8 години са нужни на целия екип, за да я разкрие напълно, след което усилията са насочени към консервация и реставрация на разкритата архитектура.
Първоначално са разкрити 3 крепостни пояса, 2 от които са построени в края на V век – началото на VI век, и а 3-тият е от XIV век, по времето на Иван Шишман. Според Дишев гробното място на Севаст Огнян се намира на скалния масив пред разкрития Войводов камък, главният наблюдателен пункт на крепостта. Много ценна находка е откритото съкровище от 1327 броя грошове и полугрошове с лика на цар Иван Шишман.
| „                                             | Павел Дишев посвети цели 18 години от своя живот на разкопките. 15 хиляди фондови единици той завещава на Исторически музей Ботевград | “ |
| Тодорка Коцева, приемник на директорския пост | |   |

Павел Дишев е директор на Ботевградския музей до 31 май 1994 г. Умира на 84-годишна възраст.

## Творчество
Павел Дишев е автор на серия научни статии за тази средновековна крепост и за историята на Ботевградския край.
- Дишев, П., „Паметници на освободителната война в Ботевградския край“